# Амалия Луиза Аренбергская
Амалия Луиза Аренбергская (нем. Amalie Luise von Arenberg, фр. Amélie Louise d'Arenberg; 10 апреля 1789, Брюссель — 4 апреля 1823, Бамберг) — принцесса и герцогиня Аренбергская, супруга Пия Августа Баварского. Бабушка императрицы Австрии Елизаветы Баварской.

## Происхождение
Амалия Луиза была дочерью Людовика Марии Аренбергского и его первой жены Марии Аделаиды Юлии де Мейли. 

## Брак
26 мая 1807 года в Брюсселе Амалия Луиза вышла замуж за Пия Августа Баварского, сына герцога Баварии Вильгельма. После свадьбы пара переехала в Бамберг, где в следующем году родился их сын:
- Максимилиан Иосиф (1808—1888) — герцог Баварский, в 1828 году женился на Людовике Баварской

В 1817 году Амалия Луиза отправила своего единственного сына к своему дяде, королю Максимилиану I, где он учился в Королевском институте образования. Амалия Луиза не видела его до 1820 года. Вскоре после второго визита в Мюнхен Амалия Луиза умерла в Бамберге в 1823 году. Она была похоронена в склепе аббатства Тегернзее.

## Титулы и обращения
- 10 апреля 1789 — 26 мая 1807: Её Высочество принцесса Амалия Луиза Аренбергская
- 26 мая 1807 — 4 апреля 1823: Её Королевское Высочество герцогиня Амалия Луиза Баварская